# 1. obrněná divize (USA)
1. obrněná divize (přezdívka Old Ironsides) je divize Armády Spojených států amerických, je součástí 3. sboru a její operační základna je ve Fort Bliss v Texasu. Byla to první obrněná divize USA, která bojovala ve druhé světové válce.
5. srpna 2014 převzal velení nad 1. obrněnou divizí generál Stephen M. Twitty.

## 2. světová válka
Divize se poprvé střetla s nepřítelem v severní Africe při operaci Torch 8. listopadu 1942. Zbytek divize se vylodil západně od města Oran pod velením brigádního generála Lunsforda E. Olivera a do města vstoupil 10. listopadu 1942. Dne 24. listopadu 1942 se divize přesunula z alžírského Tafaroui do města Bedja v Tunisu a další den zaútočila na letiště Djedeida. Djedeida byla úspěšně dobyta 28. listopadu 1942.
1. prosince 1942. se divize přesunula z jihozápadního města Tebourba. Německé jednotky obsadily El Guesské výšeniny 3. prosince 1942, což mělo zabránit v postupu spojeneckých jednotek ze západu. O tři dny později (6. prosince 1942) byla americká linie proražena a 1. obrněná divize s velkými ztrátami se 11. až 12. prosince stáhla. Divize byla umístěna jako rezervní jednotka, dokud se nezorganizuje. Pustila se do dalšího boje až 21. ledna 1943 v údolí Ousseltia, které bylo vyčištěno 29. ledna 1943. Do města Maktar dorazila 14. února 1943. Druhá část divize bojovala u Sídí Bú Zíd, kde se musela 14. února 1943 stáhnout s těžkými ztrátami. Třetí část divize (v bojích o severní Afriku se divize skládala ze tří částí: Combat Command A, Combat Command B, Combat Command C) provedla 24. ledna 1943 útok na stanici Sened. Tato část divize (Combat Command C) se snažila podpořit Combat Command A u Sídí Bú Zíd, kde neuspěla a utrpěla těžké ztráty.
Po pádu Sicílie se jednotka stala součástí 5. armády, která se vylodila na Apeninském poloostrově. Zúčastnila se útoku na tzv. „Zimní linii“, kde se vylodila u Anzia, zaútočila z boku na síly Osy a tím se probojovala přes linii a obsadila Řím. Divize pokračovala v boji v údolí Pádu, kde německá armáda v Itálii 2. května 1945 kapitulovala. V červnu byla divize přemístěna do okupovaného Německa.

### Ztráty divize
- Zabito v akci: 1 194 mužů
- Zraněno v akci: 5 168 mužů
- Zemřeli na zranění: 234 mužů

Během války obsadila divize 41 měst a zmocnila se 108 740 zajatců. 722 vojáků získalo Stříbrnou hvězdu, 908 vojáků dostalo Bronzovou hvězdu. V divizi dostalo 5 478 lidí Purpurové srdce. Dva vojáci divize, vojín Nicholas Minue a podporučík Thomas Weldon Fowler, dostali během druhé světové války Medaili cti.